# Walther Schroth
Walther Schroth (* 3. Juni 1882 in Glumbowitz, Provinz Schlesien; † 6. Oktober 1944 bei Bad Nauheim) war ein deutscher General der Infanterie im Zweiten Weltkrieg.

## Leben
Nach dem Eintritt in die Preußische Armee am 27. Februar 1902 wurde er zum Fahnenjunker ernannt, am 18. August 1903 zum Leutnant befördert und zum Infanterie-Regiment „Graf Kirchbach“ (1. Niederschlesisches) Nr. 46 überstellt. Er kämpfte im Ersten Weltkrieg und wurde für seine Leistungen mit beiden Klassen des Eisernen Kreuzes, dem Ritterkreuz des Königlichen Hausordens von Hohenzollern mit Schwertern, dem Hohenzollernsches Ehrenkreuz III. Klasse mit Schwertern, dem Bayerischen Militärverdienstorden IV. Klasse mit Schwertern, dem Offizierskreuz des Albrechts-Ordens mit Schwertern, dem Ritterkreuz des Friedrichs-Ordens mit Schwertern sowie dem Hanseatenkreuz der Stadt Hamburg ausgezeichnet.
Nach seiner Beförderung zum Oberstleutnant am 1. Februar 1929 und zum Oberst am 1. Oktober 1930 wurde er am 1. September 1933 Kommandeur der Infanterieschule der Reichswehr in Dresden. In dieser Stellung wurde er am 1. August 1934 Generalmajor. Am 1. Oktober 1935 übernahm Schroth die 1. Infanterie-Division der expandierenden Wehrmacht in Königsberg. Sein Divisionsstab wurde am 3. Februar 1936 nach Insterburg versetzt. Er wurde am 1. April 1936 Generalleutnant und am 1. März 1938 Kommandierender General des XII. Armeekorps. Die Beförderung zum General der Infanterie erfolgte am 1. Februar 1938. Schroth nahm auch an der Besetzung der Tschechoslowakei am 1. Oktober 1938 teil.
Den Zweiten Weltkrieg erlebte er bis 19. Februar 1942 als Kommandierender General seines Armeekorps. Er erhielt am 9. Juli 1941 das Ritterkreuz des Eisernen Kreuzes für seinen Einsatz bei den Kämpfen um die Festung Brest-Litowsk. Am 30. April 1942 wurde er Befehlshaber im Wehrkreis IV in Dresden als Nachfolger von General der Infanterie Erich Wöllwarth, er wurde aber am 1. März 1943 von General der Infanterie Viktor von Schwedler abgelöst. Am 1. Mai 1943 wurde er dann Befehlshaber im Wehrkreis XII (Wiesbaden). Schroth kam bei einem Verkehrsunfall am 6. Oktober 1944 bei Bad Nauheim ums Leben. Nach seinem Tod folgte ihm Generalleutnant Paul Danhauser in dieser Verwendung.
Walther Schroth war auch Mitglied des Ehrenhofes der Wehrmacht.